# Ипполит (Еврипид)
«Ипполи́т» — трагедия Еврипида, впервые поставленная на сцене в 428 году до н. э. Построена на древнем сюжете любви мачехи к пасынку.
Первая редакция трагедии, известная как «Ипполит, закрывающийся плащом», вызвала бурю возмущения общественности и была объявлена безнравственной. Одна из главных героинь, Федра, сама открывается своему пасынку Ипполиту в любви. Провалу способствовало и то, что индивидуальным переживаниям личности в то время внимание не уделялось.
Сегодня мы имеем возможность ознакомиться лишь со второй версией трагедии, где Федра не делает признаний Ипполиту, но лишает себя жизни, оставив мужу записку с клеветой на пасынка.
Одно из новаторств Еврипида заключается в том, что важное место в трагедии занимает женский образ. Причём он совсем далёк от идеала.
Немаловажно также, что и боги у Еврипида наделены человеческими чертами. Так, в данной трагедии Артемида и Афродита — две взбалмошные богини, предмет спора которых — Ипполит.
Главного героя трагедии губит приверженность Артемиде и полное пренебрежение к Афродите. Таким образом, впервые в истории античного театра Еврипидом был поставлен вопрос о том, все ли поступки богов можно считать оправданными и справедливыми.
Трагедия вольно экранизирована[уточнить].

## Переводы
На английский язык пьеса переводилась несколько раз:
- Edward P. Coleridge, 1891 — prose: full text
- Gilbert Murray, 1911 — verse: full text
- Arthur S. Way, 1912 — verse
- Augustus T. Murray, 1931 — prose
- David Grene, 1942 — verse
- Philip Vellacott, 1953 — verse
- Robert Bagg, 1973. ISBN 978-0-19-507290-7
- David Kovacs, 1994 — prose: full text
- David Lan, 1998
- Anne Carson(2006). Grief Lessons: Four Plays by Euripides. New York Review Books Classics. ISBN 1-59017-180-2.
- Jon Corelis, 2006: Performance version in verse.

Классическим русским переводом остаётся перевод Иннокентия Анненского.
Русские переводы:
- Гипполит венценосец. / Пер. Н. Котелова. СПб., 1884. 108 стр.
- Гипполит. / Пер. В. Алексеева. СПб., 1889. 56 стр.
- Ипполит. / Пер. Е. Ф. Шнейдера. М., 1889. 16 + 73 стр.
- Ипполит. / Пер. Д. С. Мережковского. (1891). СПб., 1902. 66 стр.
- Ипполит. / Пер. И. Ф. Анненского. СПб., 1902. 87 стр.